# A Scarcity of Miracles
Jakszyk, Fripp & Collins: A Scarcity of Miracles (A King Crimson ProjeKct) – album studyjny trzech muzyków King Crimson: Jakko Jakszyka, Roberts Frippa i Mela Collinsa, z gościnnym udziałem Tony’ego Levina i Gavina Harrisona (również członków King Crimson), wydany 30 maja 2011 roku nakładem Discipline Global Mobile jako CD z dodatkiem DVD, zawierającym miksy utworów zapisanych w różnych standardach. Ukazała się również wyłącznie wersja CD oraz jako LP.

## Historia albumu
W lutym 2009 roku spotkali się Robert Fripp i Jakko Jakszyk, zapoczątkowując sesje gitarowych improwizacji. Żaden z nich wtedy nie spodziewał się, że ich działalność zaowocuje pełnym albumem. W miarę jak materiał z tych pierwszych sesji rozwijał się, przyszły album stawał się znacznie szerszy co do zakresu i skali. Pojawienie się saksofonisty i byłego członka King Crimson, Mela Collinsa, dodało jeszcze więcej kolorytu i tekstury do powstających utworów. Później skład zespołu uzupełnili basista Tony Levin i Gavin Harrison (obaj członkowie King Crimson z 2008 roku), dodając swoje partie do materiału w swoich studiach. Muzycy przyjęli jednak nazwę: Jakszyk, Fripp & Collins, ponieważ Levin i Harrison dołączyli do nich znacznie później. Fripp opublikowal A Scarcity of Miracles nie pod szyldem King Crimson, ale jako ProjeKct, który to termin wymyślił to słowo na określenie odrębnych wysiłków podejmowanych przez członków zespołu w ciągu kilkudziesięciu lat od powstania THRAK. mówił o Projektach Crimson jako o programie badawczo-rozwojowym zespołu. W sieci napisał, iż album: „ma gen Crimson, ale nie jest całkiem KC”.

## Lista utworów
Lista według Discogs:
| 1. | A Scarcity Of Miracles | 7:27  |
|    |                        |       |
| 2. | The Price We Pay       | 4:47  |
|    |                        |       |
| 3. | Secrets                | 7:48  |
|    |                        |       |
| 4. | This House             | 8:37  |
|    |                        |       |
| 5. | The Other Man          | 5:59  |
|    |                        |       |
| 6. | The Light Of Day       | 9:02  |
|    |                        |       |
|    |                        | 43:40 |
|    |                        |       |
Dodatki DVD-Audio zawierające ten sam zestaw utworów zapisanych w różnych standardach:
- MLP Lossless 5.1 Surround Sound Mix
- DTS 5.1 Digital Surround Sound Mix
- MLP Lossless Stereo (24/96)
- PCM Stereo 2.0 (24/48)
- Miksy alternatywne z 2 dodatkowymi utworami:

| 7. | Empty House (Improv (This House)) | 8:55  |
|    |                                   |       |
| 8. | Hidden Secrets (Improv (Secrets)) | 8:59  |
|    |                                   |       |
|    |                                   | 17:54 |
|    |                                   |       |
- dodatek DVD-Video:

| 1. | A Scarcity Of Miracles | 7:32  |
|    |                        |       |
|    |                        | 07:32 |
|    |                        |       |
Do albumu dołączono 12-stronicową książeczkę.

### Muzycy
- Robert Fripp – gitara, soundscapes
- Mel Collins – saksofon altowy, saksofon altowy, flet
- Jakko Jakszyk – gitara, śpiew, guzheng, Keyboards
- Tony Levin – gitara basowa, Chapman stick
- Gavin Harrison – perkusja, instrumenty perkusyjne

### Pozostałe informacje
- kompozytorzy – Jakszyk, Collins, Fripp
- produkcja, miksowanie – Jakko Jakszyk, Robert Fripp
- inżynierowie – Chris Porter, Trev Wilkins, Jakko Jakszyk, David Singleton
- reżyseria, edycja wideo – Jon Wilkins
- obraz na okładce – „Christian Children, Marching, Singing” autorstwa P.J. Crook

## Odbiór

### Opinie krytyków
| Recenzje           | Recenzje |
| Publikacja         | Ocena    |
| ------------------ | -------- |
| All About Jazz     | [ 5 ]    |
| ArtRock.pl         | 8++/10   |
| Magazyn Gitarzysta | 9/10     |
| Prog Archives      | 3.54/5.0 |
| Record Collector   | [ 7 ]    |
| RYM                | 3.75/5   |
| Sputnikmusic       | 4.0/5    |

Według Romana Walczaka z ArtRock.pl „Album już od pierwszej minuty hipnotyzuje i natychmiast zaciąga w niesamowite, senne zakamarki.” „Jest tu wszystko co być powinno, jednocześnie z nieprzerwanym wrażeniem, że każdy element tego „wszystko” jest na swoim miejscu”.
„…wyrafinowany wokal Jakszyka, miękkie granie i nawiedzające teksty piosenek, ostre linie Frippa i orkiestrowe pejzaże dźwiękowe oraz strzeliste melodie Collinsa sprawiają, że jest to najlepsza płyta grupowa – czy to Crimson, czy nie – jaka wyszła z obozu Frippa od prawie 30 lat” – uważa John Kelman z magazynu All About Jazz dając albumowi maksymalną ocenę – 5 gwiazdek.
„Jeżeli komuś nagrania King Crimson wydawały się zbyt skomplikowane, czy mało przystępne, to muzyka wypełniająca A Scarcity of Miracles może przypaść im do gustu. Przy każdym, kolejnym przesłuchaniu odkrywa się nowe, wcześniej niedostrzeżone perełki” – twierdzi Robert Trusiak z miesięcznika Magazyn Gitarzysta dając wydawnictwu 9 punktów (z 10).
Zdaniem Rona Kozara z redakcji PopMatters „jeśli A Scarcity of Miracles zapowiada kolejny twórczy zwrot King Crimson i Frippa – to słuchacze mogą oczekiwać kolejnej wariacji lub dwóch na temat jazzu / ambientu, dopóki Fripp i Crimson nie znajdą innego niedocenionego zakątka muzycznego spektrum do spenetrowania”.